# Igreja de Santa Maria da Fonte
A Mosteiro da Mãe de Deus da Fonte (em grego medieval: Μονὴ τῆς Θεοτòκου τῆς Πηγῆς; romaniz.: Moni tis Theotóku tis Pigis; em turco:  Balıklı Meryem Ana Rum Manastiri) ou simplesmente Zoódoco Pegas (Ζωοδόχος Πηγή - "Fonte da Vida"), é um santuário ortodoxo em Istambul. A atual igreja, chamada de Igreja de Santa Maria da Fonte, de 1835, foi construída no mesmo local de um santuário que ali existia desde o final do século VI e também foi dedicado à Teótoco ("Mãe de Deus"). Depois de muitas reformas, o edifício foi destruído na primeira metade do século XV pelos otomanos. O complexo recebeu este nome por causa de uma fonte sagrada (Pēgē) próxima que os fieis acreditam ter propriedades curativas. Por quase 1500 anos, o local permanece como um dos mais importantes locais de peregrinação  da ortodoxia grega.

## Localização

Mapa de Constantinopla. A Igreja de Santa Maria da Fonte está localizada à esquerda, o único edifício demarcado fora da muralha, em Pegas, perto da Porta Silistra. Ela aparece aqui com o nome Zoódoco Pegas ("Fonte da Vida")

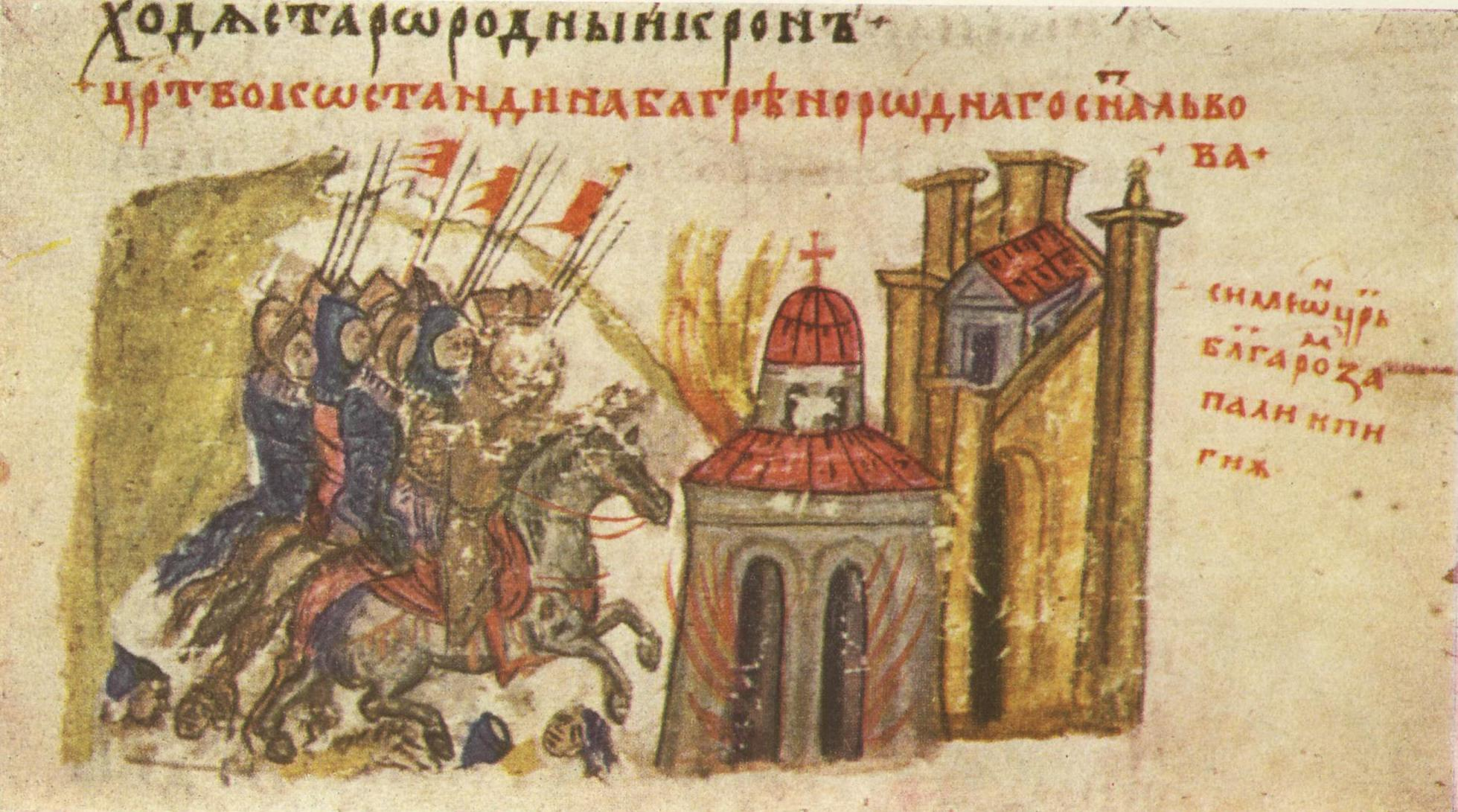
Czar manda incendiar a Igreja de Santa Maria da Fonte.
Iluminura da Crônica de Constantino Manasses

A igreja está localizada no distrito de Zeytinburnu, vizinhança de Balıklı, em Istambul, a apenas algumas centenas de metros fora da cidade murada, a 500m da Porta de Silivri (em turco: Silivri Kapısı'). O complexo é protegido por um muro alto e está numa grande área verde circundada pelos cemitérios ortodoxo e armênio.

## História
De acordo com os historiadores Procópio de Cesareia e Jorge Cedreno, a igreja foi originalmente erigida pelos imperador romano Justiniano I nos anos finais de seu reinado (559-560), próxima a uma fonte sagrada (ἁγίασμα - hagiasma, de onde deriva em turco:  ayazma) situada fora das Muralhas de Teodósio perto da Porta de Silivri. Conta-se que, durante uma caçada, o imperador notou uma pequena capela rodeada por muitas mulheres. Ao perguntar o que significava aquilo e o que era aquele edifício, foi informado que tratava-se da "fonte dos milagres". Na mesma hora ele ordenou que uma magnífica igreja fosse construída ali com o material que havia sobrado da construção da Basílica de Santa Sofia.
De acordo com uma lenda posterior, o santuário teria sido erigido por ordem do imperador Leão I, o Trácio, (r. 457–474) por causa de um milagre ocorrido ali quando ele era ainda um soldado. Antes de entrar na cidade, Leão encontrou um cego que pediu-lhe água. Uma voz feminina ordenou o imperador que umedecesse os olhos do cego com a água de um pântano próximo. A mesma voz acrescentou que ela havia escolhido aquele exato local para ser venerada e que ele um dia receberia a coroa imperial. Leão seguiu a ordem e, na hora, o cego recuperou a visão. Depois de sua ascensão ao trono, Leão mandou construir uma magnífica igreja no local. Esta lenda é, possivelmente, uma invenção posterior dos monges do santuário. Contudo, é possível que, mesmo antes do edifício de Justiniano, já existisse no local um pequeno mosteiro.
A construção por inúmeras reformas ao longo dos séculos, as maiores por conta de terremotos: em 790, no reinado da imperatriz Irene e em 869, no reinado de Basílio I, o Macedônio, (r. 867–886). Em 7 de setembro de 924, o czar Simeão I da Bulgária incendiou o complexo, que foi imediatamente restaurado por Romano I Lecapeno (r. 920–944). Três anos depois, o filho de Simeão, Pedro, casou-se ali com Irene (Maria) Lecapena, a sobrinha de Romano.
Por estar fora da cidade, o mosteiro era frequentemente utilizado como local de exílio. Em 1078, Jorge Monômaco foi banido para lá. Em 1084, o imperador Aleixo I Comneno confinou o filósofo João Ítalo no mosteiro por causa de suas teorias neoplatônicas.
Depois da conquista latina em 1204, a igreja foi ocupada pelo clero latino e, de acordo com fontes bizantinas, o ultraje causou o fim do chamado "milagre habitual" (to synetés thauma).
Em 1328, Andrônico III Paleólogo utilizou o mosteiro como base para atacar Constantinopla. Dois anos mais tarde, já moribundo na cidade de Didimoteico, ele bebeu da água da fonte e se recuperou imediatamente.
Durante o cerco otomano de 1422, o sultão Murade II acampou no santuário. Não se sabe se os bizantinos restauraram o edifício antes da queda da cidade em 1453. Peregrinos russos do século XV não fazem menção à igreja, apenas à fonte. O acadêmico francês do século XVI, Pierre Gilles, escreveu que em 1547 a igreja já não existia mais, mas os enfermos continuavam a ir até a fonte em busca de cura.
Em 1727, Nicodemo, metropolitano de Derco e Neocório, construiu uma pequena capela sobre a Hagiasma. Um ícone, descoberto nas fundações da antiga igreja, passou então a ser venerado ali. Os armênios tentaram se apoderar da fonte, mas diversos firmãs garantiram a posse dos gregos. O complexo era controlado por guardiões turcos, que coletavam dos peregrinos um imposto para a manutenção das prisões turcas. Posteriormente, o complexo passou para o controle do Patriarcado até que, em 1821, janízaros destruíram a capela e envenenaram a fonte. Em 1833, um firmã permitiu que o patriarca Constâncio I reconstruísse a igreja, que foi inaugurada em 1835.
A igreja foi bastante danificada durante o Pogrom de Istambul em 6 de setembro de 1955, mas foi reformada depois.

## Descrição
De acordo com Nicéforo Calisto (escrevendo no século XIV), a igreja, na época, tinha um formato retangular típico de uma basílica, com uma proporção de 4:3 entre os lados, e estava parcialmente enterrada. Ela era rodeada por dois exonárteces (a leste e a oeste) e mais dois exonárteces (sul e norte). A luz vinda de fora se concentrava na fonte, que podia ser alcançada descendo dois lances de escada com 25 degraus. Cada lance estava protegido por uma balaustrada de mármore e coberto por uma arcada, também de mármore. A água caía numa pia de mármore e um encanamento a distribuía pela igreja. O edifício estava ainda decorado com afrescos e era encimado por uma cúpula que brilhava com ouro puro. À volta da igreja estavam três capelas, dedicadas respectivamente a Santo Eustrácio, a Teótoco e a Santa Ana.
A igreja atual, orientada num eixo leste-oeste, também é retangular, conta com três naves divididas por colunas e é precedida por um exonártex. No canto noroeste, ergue-se uma torre sineira de metal. O interior é ricamente decorado. Do lado direito perto do meio da nave está um púlpito e no fim, a iconóstase. À direita dela está um ícono que, segundo a tradição, teria sido pintado por São Lucas. A fonte está numa cripta subterrânea fora da igreja, alcançada por uma escada que desce paralela ao lado maior da igreja. Uma escada simétrica leva da cripta para o jardim da igreja. A decoração ali conta com ícones e pinturas; a cúpula traz uma representação de Cristo num céu estrelado. A água corre para uma pia de mármore onde nadam peixes, presentes ali já há muitos séculos, deram origem ao nome turco do complexo (balıklı significa "local onde há peixes"). De acordo com uma lenda tardia, no dia da conquista de Constantinopla, um monge estava fritando peixes numa frigideira perto da fonte. Quando um colega anunciou-lhe a queda da cidade, ele respondeu que apenas acreditaria em tal disparate se os peixes de sua frigideira voltassem à vida. Imediatamente, os peixes pularam na fonte e começaram a nadar.
O jardim em frente à igreja é um cemitério com diversos túmulos de mármore - a maioria datando dos séculos XIX e XX - pertencentes aos mais ricos rûms ("romanos") da cidade e também a diversos patriarcas. Característico do local também são as diversas lápides com inscrições karamanli que constituem, de longe, o maior grupo sobrevivente desta linguagem. O complexo é também circundado por mais dois grandes cemitérios, um grego e outro armênio, cada um cercado por altos muros.

## Costumes e devoção
O santuário é dirigido por um bispo titular e é um dos mais populares entre os templos ortodoxos de Istambul, visitado principalmente na sexta-feira depois da Páscoa e no dia 14 de setembro, dias nos quais uma grande festa, tão profana quanto religiosa, é realizada. Celebram-se ali também os funerais de pessoas que serão enterradas nos cemitérios vizinhos.
Na época bizantina, o santuário era um dos mais importantes de Constantinopla. No dia da Ascensão, o imperador chegava de barco e atracava num pequeno porto na Porta Dourada. Ele então cavalgava até o santuário, onde era aclamado pelas facções rivais do Hipódromo, que lhe ofereciam uma cruz e guirlandas de flores. Mais tarde, ele vestiu seu robe cerimonial em seus aposentos e, depois de receber o patriarca, os dois entravam na igreja de mãos dadas. Depois da celebração, o imperador então convidava o patriarca para o jantar. Cada futura imperatriz que chegava à Constantinopla para seu casamento era recebido pelo futuro marido no Mosteiro da Fonte.
A festa de dedicação da igreja foi realizada em 9 de julho. Além disso, a Ascensão, as Bodas de Caná (8 de janeiro) e o aniversário do milagre de Leão I (16 de agosto) eram também celebrados ali.
A fonte da vida deu origem a muitas igrejas e mosteiros de mesmo nome no mundo grego, mas a maior parte foi erigida depois que o Império Bizantino já havia terminado.
O ícone que representa a Virgem da Fonte mostra a Virgem abençoando e abraçando o Menino. Ela está rodeada por dois anjos e geralmente está sentado na mais alta de duas pias que estão suportadas por um jato de água que jorra de uma pia de mármore maior com uma cruz. À direita estão o imperador e sua guarda e, à esquerda, o patriarca e seus bispos. No fundo, aparece Leão I com o cego junto às muralhas da cidade. Sob a pia, um paralítico e um louco estão sendo curados pelas águas da fonte.

## Galeria

Imagens da igreja
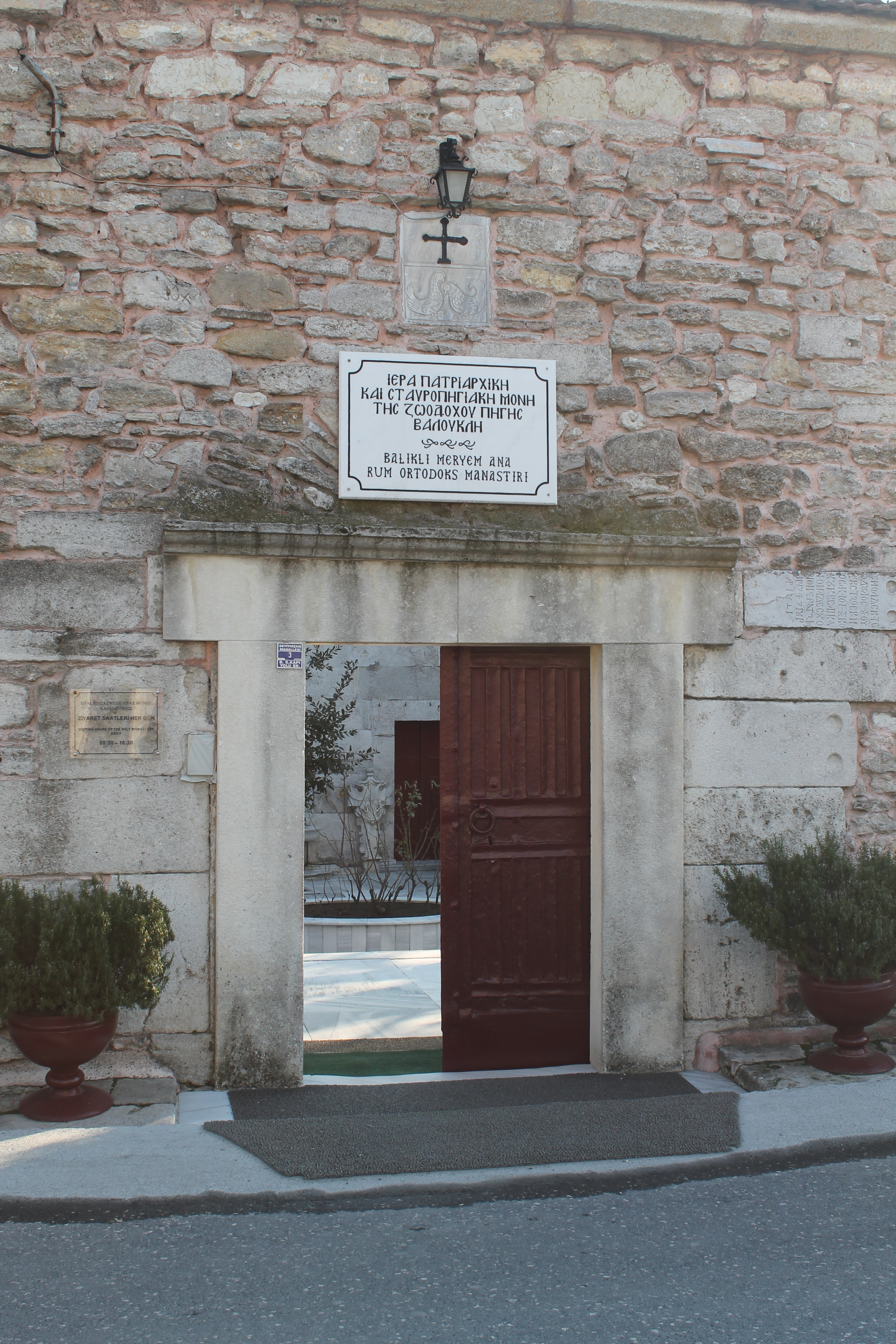
Muros altos na entrada.
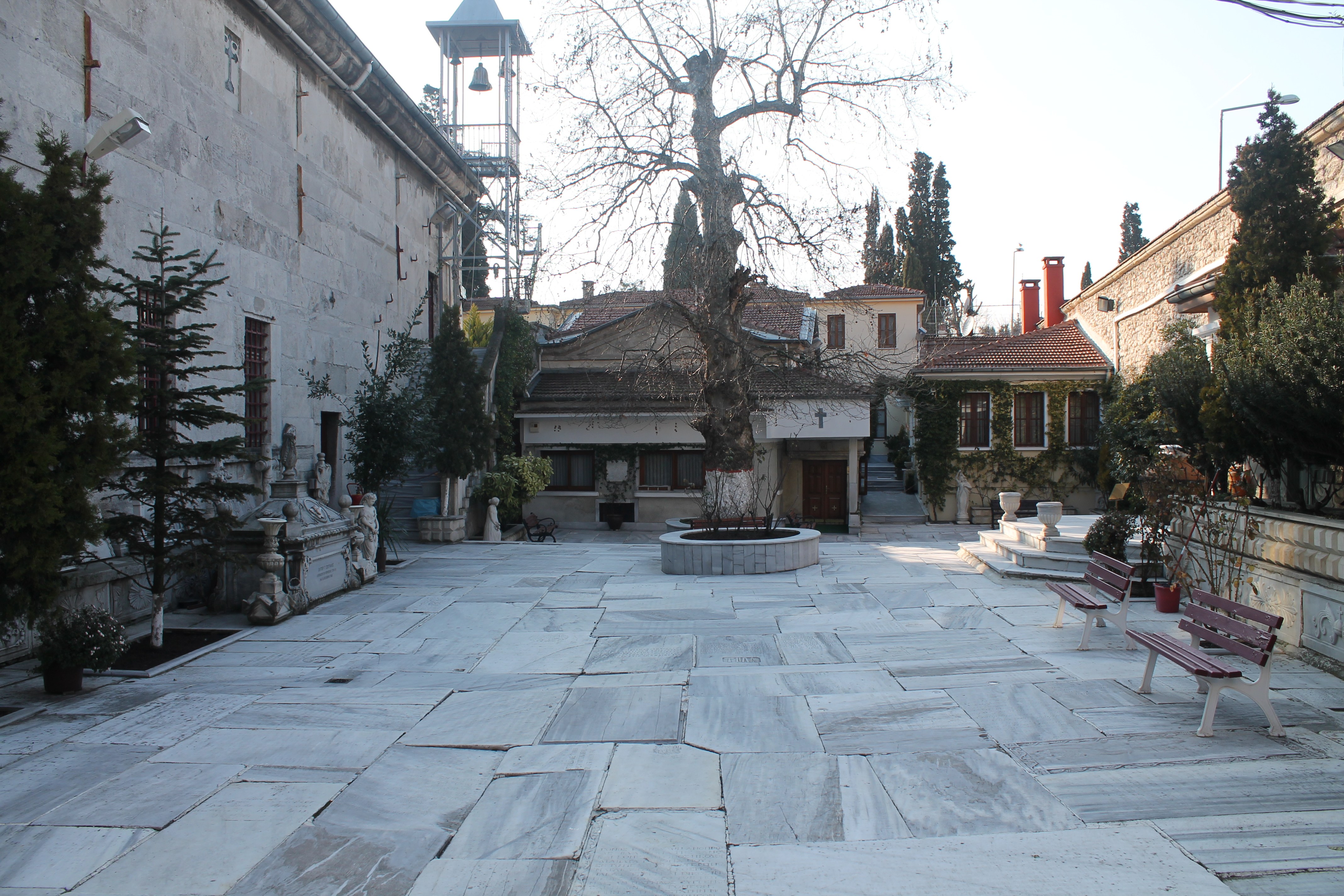
Pátio interno.
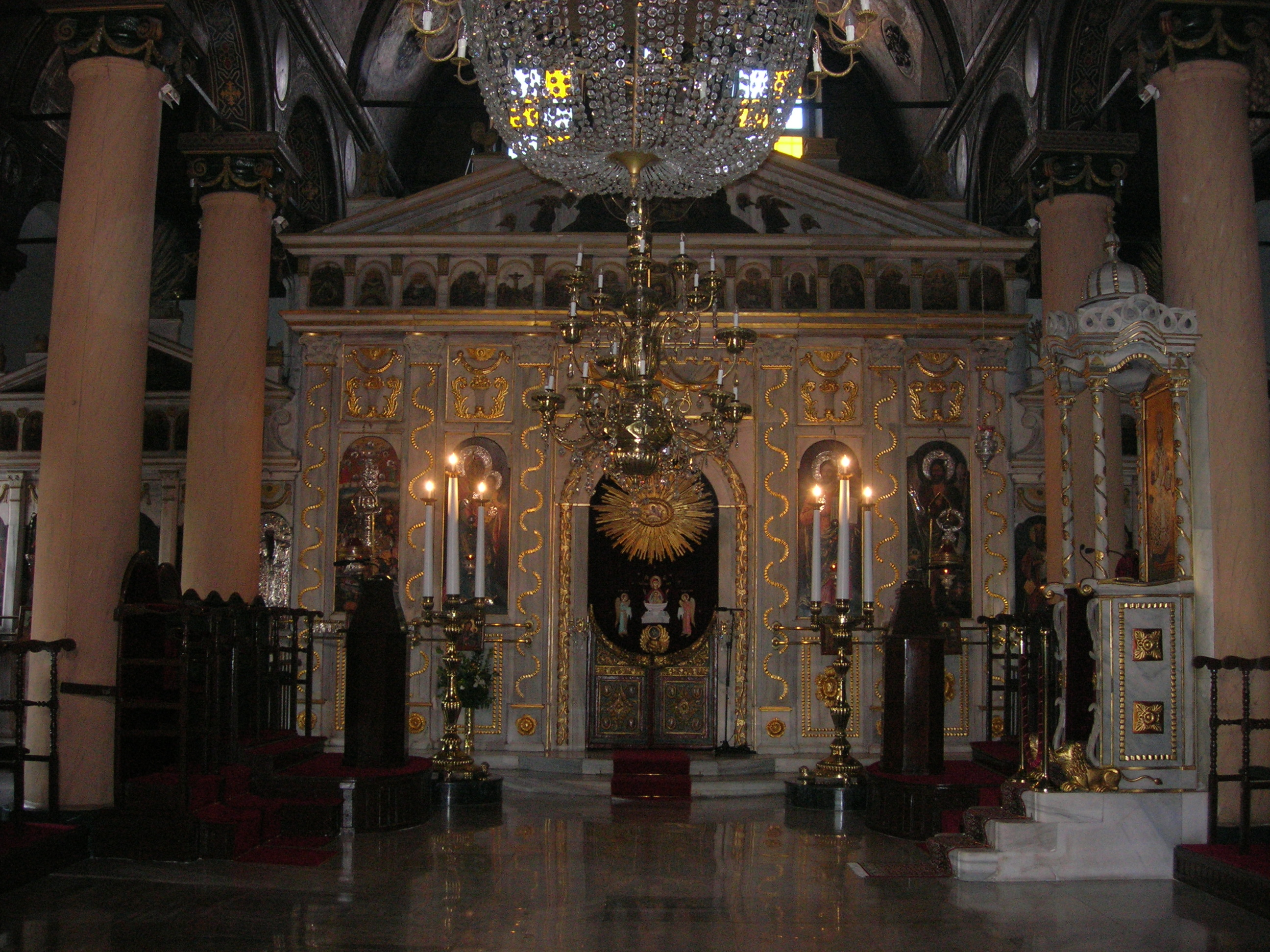
Interior, com o púlpito à direita e a iconóstase ao fundo.
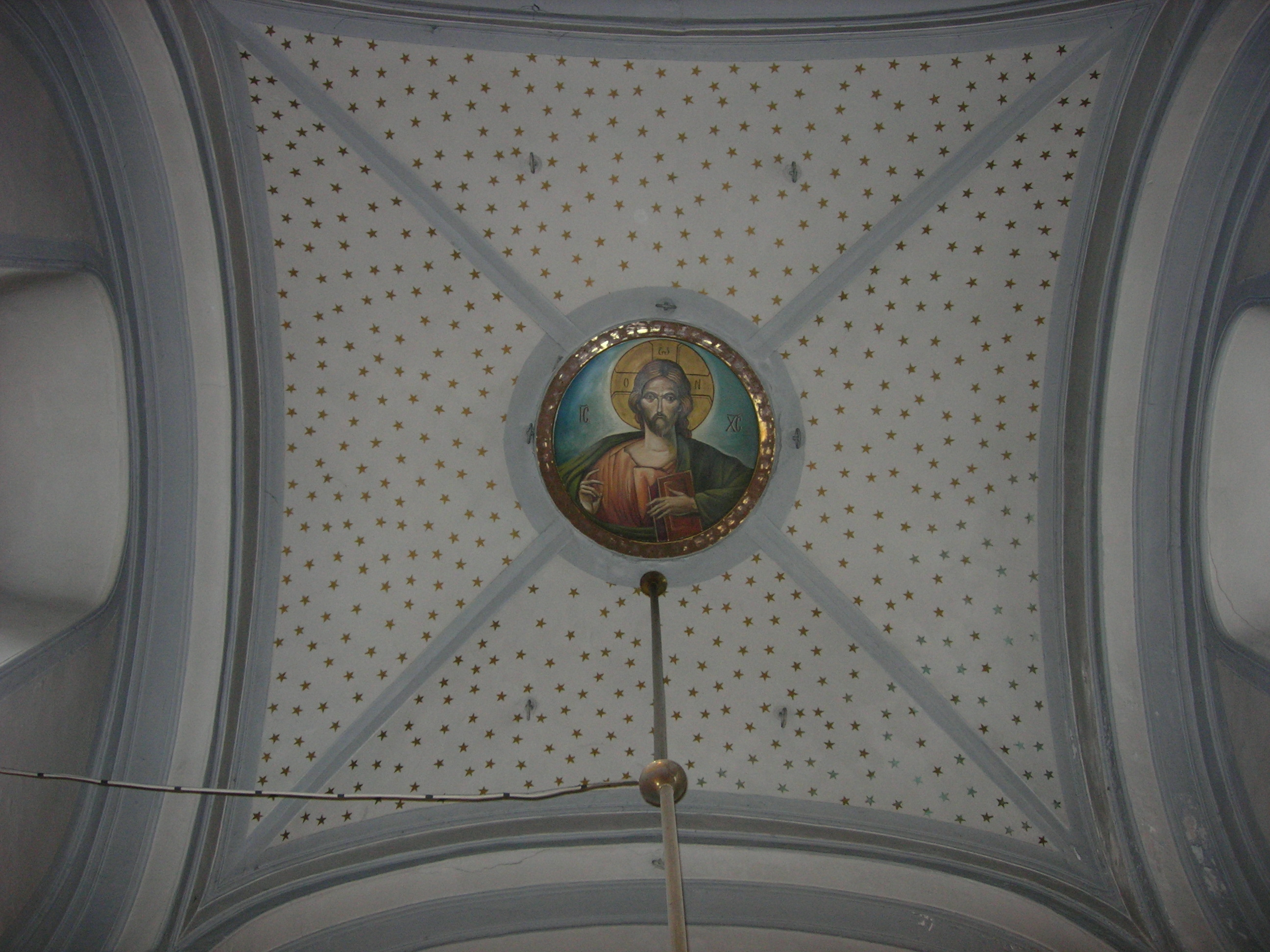
Interior da cúpula.
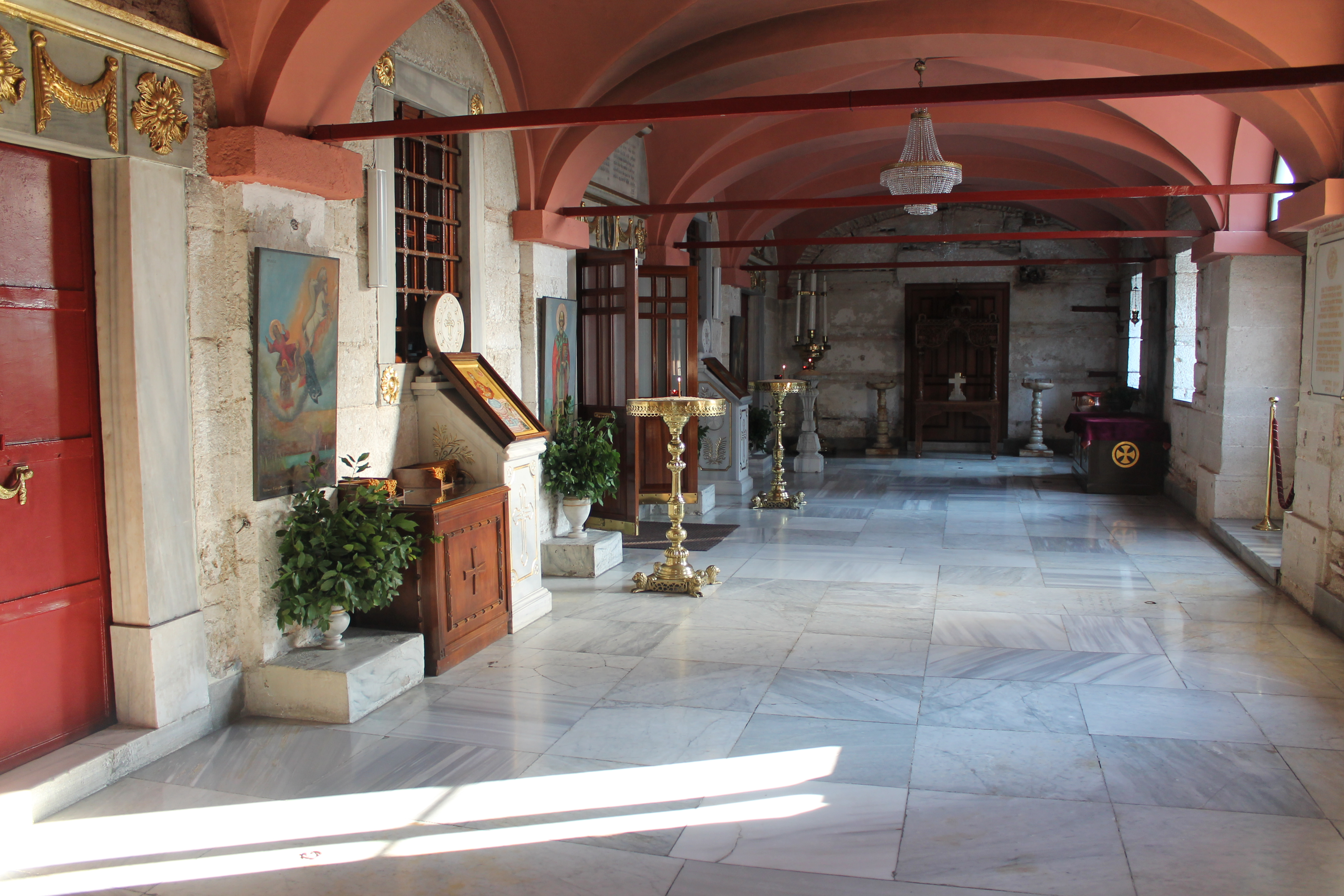
Nártex.